# Insingen
Insingen est une commune allemande, située en Bavière, dans l'arrondissement d'Ansbach et le district de Moyenne-Franconie.

## Géographie

Situation d'Insingen dans l'arrondissement d'Ansbach

Insingen est située à la limite avec le Land de Bade-Wurtemberg, dans le parc naturel de Frankenhöhe, sur la Tauber, à 10 km au sud de Rothenburg ob der Tauber et à 41 km à l'est d'Ansbach, le chef-lieu de l'arrondissement.
La commune fait partie de la communauté administrative de Rothenburg.

## Histoire
Insingen a appartenu à la principauté d'Ansbach jusqu'en 1803, année à laquelle elle a rejoint le royaume de Bavière. Le village a été érigé en commune en 1818.
La commune a fait partie de l'arrondissement de Rothenburg jusqu'à sa disparition, elle a absorbé la commune de Lohr.

## Démographie
| 1910 | 1933 | 1939 | 2009  |
| ---- | ---- | ---- | ----- |
| 886, | 877, | 795, | 1 093 |